# Philippa Marrack
Philippa Marrack, dite Pippa Marrack, née le 18 juin 1945 à Ewell, est une biochimiste et immunologue américaine d'origine britannique. 

## Biographie
Elle enseigne et dirige des recherches à l'Anschutz Medical Campus de l'université du Colorado à Denver et au National Jewish Health, où elle travaille avec son mari, John Kappler. Elle reçoit le prix L'Oréal-Unesco pour les femmes et la science en 2004 pour ses recherches sur le rôle des lymphocytes T dans le système immunitaire et pour avoir découvert les superantigènes, à l'origine du syndrome du choc toxique. Elle est membre de la Royal Society depuis 1987 et de l'académie nationale des sciences depuis 1989. En 2015, elle reçoit le Prix Wolf de médecine et est inscrite au National Women's Hall of Fame.